# Stara Wieś (powiat lipski)
Stara Wieś – wieś sołecka w Polsce, położona w województwie mazowieckim, w powiecie lipskim, w gminie Sienno.
| SIMC    | Nazwa  | Rodzaj    |
| ------- | ------ | --------- |
| 0636672 | Piachy | część wsi |

Prywatna wieś szlachecka, położona była w drugiej połowie XVI wieku w powiecie radomskim województwa sandomierskiego. W latach 1975–1998 miejscowość należała administracyjnie do województwa radomskiego.
Wierni Kościoła rzymskokatolickiego należą do parafii św. Zygmunta w Siennie.